# Sierra de las Moreras
Sierra de las Moreras är en ås i Spanien.   Den ligger i provinsen Murcia och regionen Murcia, i den sydöstra delen av landet, 400 km sydost om huvudstaden Madrid.